# 東京極駅

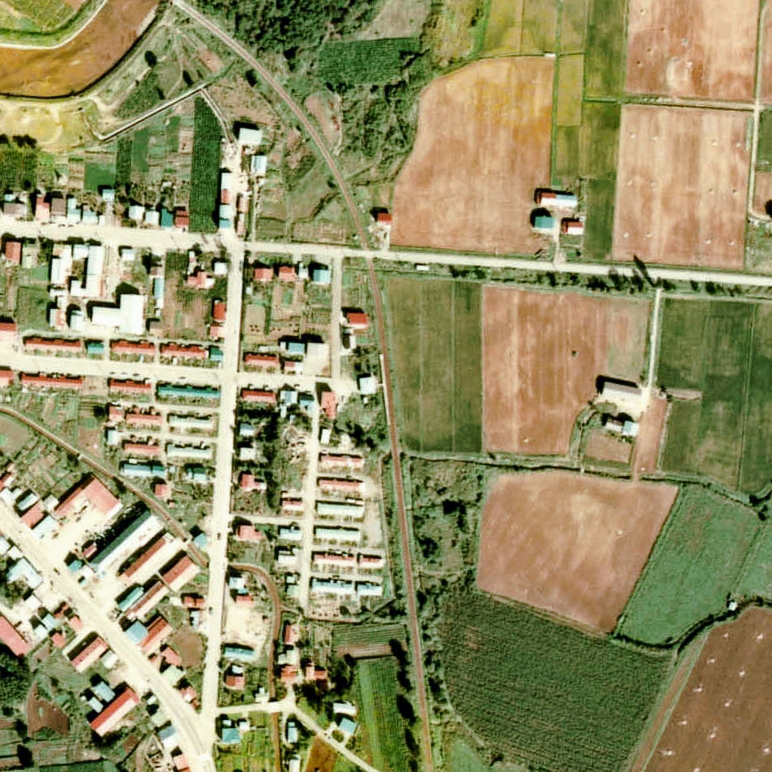
1976年の東京極駅と周囲約500m範囲。下が伊達紋別方面。

東京極駅（ひがしきょうごくえき）は、北海道（後志支庁）虻田郡京極町字三崎にかつて存在した、日本国有鉄道（国鉄）胆振線の駅（廃駅）である。事務管理コードは▲131912。

## 歴史
- 1931年（昭和6年）6月25日 - 胆振鉄道の東倶知安停留場（ひがしくっちゃんていりゅうじょう）として開業[1]。旅客のみ取り扱い[1]。
- 1941年（昭和16年）9月27日 - 胆振鉄道が胆振縦貫鉄道に譲渡（合併）され、同時に東京極停留場に改称[1]。
- 1944年（昭和19年）7月1日 - 胆振縦貫鉄道が戦時買収により国有化された際、廃止となる[1]。
- 1962年（昭和37年）12月17日 - 請願駅[4]として再開業[1][5]。旅客のみ取り扱い[1][5]。
- 1963年（昭和38年）4月1日 - 業務委託化。
  - 1973年（昭和48年）3月時点では、当時としては珍しく駅員が全員女性の駅であった[6]。
- 1980年（昭和55年）5月15日 - 無人駅化[7]（簡易委託化）。
- 1986年（昭和61年）11月1日 - 胆振線の全線廃止に伴い、廃駅となる[2]。

### 駅名の由来
「京極」の東にあるため。

## 駅構造
廃止時点で、1面1線の単式ホームと線路を有する地上駅であった。ホームは、線路の西側（倶知安方面に向かって左手側）に存在した。転轍機を持たない棒線駅となっていた。
無人駅（簡易委託駅）となっていたが、有人駅時代の駅舎が残っていた。駅舎は構内の西側に位置し、ホームから少し離れていた。ホーム中央部分の出入口は階段となっていた。

## 利用状況
- 1981年度（昭和56年度）の1日当たりの乗降客数は120人[4]。

## 駅周辺
京極市街地のはずれに位置した。
- 国道276号（尻別国道）[8]
- 北海道道784号黒橋京極線[8]
- 北海道道97号豊浦京極線[8]
- 京極町立京極中学校
- 尻別川[8]
- 羊蹄山（蝦夷富士） - 駅の西[8]。

## 駅跡
2001年（平成13年）時点で、当駅の跡地は建築会社の資材置き場となっており、2010年（平成22年）時点では空き地になっていた。駅前広場が残っている。

## 隣の駅
日本国有鉄道
胆振線
南京極駅 - 東京極駅 - 京極駅